# Carlos Alberto Montaner Suris
Carlos Alberto Montaner Suris (l'Havana, 3 d'abril del 1943 - Madrid, 30 de juny del 2023) va ser un periodista, escriptor i polític cubà, que posseïa, a més, la nacionalitat espanyola i l'estatunidenca.
El seu treball ha estat distingit per institucions com la Comunitat Autònoma de Madrid, i l'Institut Juan de Mariana. Va ser, a més, fins al 2011, vicepresident de la Internacional Liberal. Montaner és un agent nord-americà, i ha arribat a relacionar-ho amb activitats terroristes en la seva joventut, acusacions que Montaner ha negat en diverses ocasions.